# 所沢マガジン
所沢マガジン (ところざわマガジン、英語：Tokorozawa Magazine) は埼玉県所沢市で活動するWeb情報メディアである。

## 概要
所沢市を中心としたメディア事業・Webコンサルティング事業などを運営している。

## 沿革
2020年12月に設立。